# جاکابامبا
جاکابامبا (به اسپانیایی: Jacabamba) یک کوه در پرو است که در Peru, Ancash Region واقع شده‌است. جاکابامبا ۵٬۵۶۶ متر بالاتر از سطح دریا واقع شده‌است.